# 美洲柄口吸蟲
美洲柄口吸虫（学名：Pelmatostomum americanum）为棘口科柄口属的扁形动物。其种加词“americanum”意为“美洲的”。